# Губернатор (Ходячі мерці)
Губернатор (справжнє ім'я в коміксі: Браян Блейк, псевдонім Філіп Блейк; у серіалі: Філіп Блейк, псевдонім Браян Херіот) — вигаданий персонаж і центральний антагоніст з коміксу і телесеріалу «Ходячі мерці». У серіалі його грає Девід Моррісі. Створений Робертом Кіркманом і художниками Чарлі Адлардом і Кліффом Ретберном. Як у коміксах, так і в серіалі губернатор — безжальний, харизматичний лідер міста Вудбері, який вступає в конфлікт із головним героєм Ріком Граймсом і несе відповідальність за смерть кількох основних персонажів.
У 2009 році губернатор посів 86-е місце серед найбільших лиходіїв коміксів усіх часів за версією IGN, і 28-е місце у списку «60 найогидніших лиходіїв усіх часів» за версією TV Guide.

## Біографія в коміксах
До епідемії: Браян постійно влазив у сумнівні, на думку його брата Філіпа, схеми, які фінансували його батьки — Ед та Роуз. Останнім його бізнесом була крамниця музичних товарів, яка також була відкрита на гроші його батьків. Незадовго до епідемії він прогорів, і Браян повернувся до батьків та став жити з ними в селищі для літніх людей Дірінг, Джорджія. Недовго в нього була дружина Жоселін, яка кинула його і поїхала на Ямайку, наговоривши йому гидоту на прощання. Після епідемії: один із головних антагоністів коміксу «Ходячі мерці». Голова великої колонії тих, що вижили, в місті Вудбері.

## Біографія в серіалі
До епідемії: майже нічого не відомо про життя Губернатора до зомбі-апокаліпсису, за винятком того, що мав дружину і дочку. За його словами, його дружина загинула в автомобільній аварії за півтора місяця до епідемії. Також він казав Андреа, що не пишався своєю роботою до апокаліпсису. Після епідемії: головний антагоніст третього та четвертого сезонів телесеріалу «Ходячі мерці». Голова великої колонії тих, що вижили, в місті Вудбері.

## Кастинг та розробка
На телебаченні персонажа грає британський актор Девід Моррісі. Глен Маццара, шоуранер шоу, коли його запитали про персонажа в 3 сезоні шоу, описав губернатора як нарциса, який бачить себе майбутнім рятівником цивілізації та готовий вдатися до крайніх заходів для досягнення своєї кінцевої мети.
Попри рідкісну появу, дочка губернатора, Пенні, відіграє ключову роль у його мисленні та діях. Він таємно піклується про Пенні (яка вже є мерцем) у своїй квартирі, як показано в епізоді «Скажи слово», розчісуючи їй волосся і співаючи їй. Пізніше каже Мішон, що їй не потрібно страждати, маючи на увазі, що він вірить, що Пенні все ще жива і перебуває «у владі страшної, страшної хвороби».
Пов'язка на оці губернатора в серіалі була розміщена на протилежному боці від пов'язки його персонажа з коміксів.

## Прийняття
У 2009 році губернатор посів 86-е місце серед найбільших лиходіїв коміксів усіх часів за версією IGN і 28-е місце у списку TV Guide «60 найогидніших лиходіїв усіх часів». Девід Моррісі був добре прийнятий за свою гру і був номінований на кращу чоловічу роль другого плану на 39-й церемонії вручення премії Сатурн.